# Едвард Діґбі (помер 1746)
Едвард Діґбі (бл. 1693 — 2 жовтня 1746) — третій син Вільяма Діґбі, 5-го барона Діґбі . Він представляв Ворікшир як торі від смерті свого брата Роберта в 1726 році до своєї власної смерті в 1746 році.
Приблизно з 1725 року і до самої смерті він жив у садибі у Вондсворті, Суррей. На позачергових виборах після смерті його брата Роберта в 1726 році Едвард отримав місце члена парламенту від Ворікшира. Торі, він часто виступав проти міністерства Волпола. Протягом 1730-х років він кілька разів виступав проти використання постійної армії та іноземних військ. Він засуджував сера Роберта Саттона після розпаду Благодійної корпорації, підтримав невдалий законопроект про заборону державним посадовцям входити в парламент у 1734 році та виступав проти Закону про благодійне використання 1735 року, який накладав суворіші правила щодо надання землі в благодійні заповіді. Він також намагався внести поправки до Закону про звільнення від відбитків 1739 року, щоб передбачити видачу охоронного сертифіката тим, хто відмовився від відбитків, але не досяг успіху. Крім парламенту, він, як і його батько, брав активну участь у Товаристві Джорджії та був його першим головою.
10 липня 1729 року він одружився з Шарлоттою Фокс (пом. в листопаді 1778), дочкою сера Стівена Фокса, від якої він мав шість синів і одну доньку: 
- Едвард Діґбі, 6-й барон Діґбі (1730–1757)
- Генрі Діґбі, 1-й граф Діґбі (1731–1793)
- Адмірал Роберт Діґбі, RN (1732–1815)
- Преподобний Вільям Діґбі (1733–1788)
- Полковник Стівен Діґбі (1742–1800)
- Преподобний Чарльз Діґбі (1743–1811), ректор Кілмінгтона, Сомерсет, одружився з Прісциллією Мелліар у 1775 році.
- Шарлотта Діґбі (померла 16 червня 1753 р.)

Після краху міністерства Волпола в 1742 році Діґбі, в листі своєму другові Джону Ворду, висловив своє невдоволення відсутністю конструктивного лідерства з боку торі, вважаючи, що герцог Арґайл поступається як лідер серу Вільяму Віндему. Таємний комітет з розслідування поведінки Волпола, на його думку, був визнаний нульовим через нездатність законопроекту відшкодувати тим, хто давав свідчення перед ним, і він був дуже незадоволений махінаціями, які привели до влади наступне міністерство. Він помер за життя свого батька, 2 жовтня 1746 року.